# Pokémon: Cuộc đối đầu của Kyurem với thánh kiếm sĩ Keldeo
Pokémon the Movie: Cuộc đối đầu của Kyurem với thánh kiếm sĩ Keldeo, hay còn gọi Pocket Monsters Best Wishes! The Movie: Cuộc đối đầu của Kyurem với thánh kiếm sĩ Keldeo  (劇場版ポケットモンスター ベストウイッシュ キュレムVS聖剣士 ケルディオ Gekijōban Poketto Monsutā Besuto Uisshu Kyuremu tai Seikenshi Kerudio) là một bộ phim anime Nhật Bản 2012 và là phim thứ 15 trong loạt phim điện ảnh Pokémon. Phim được công chiếu vào ngày 14 tháng 7 năm 2012 ở Nhật Bản.. Phim nhằm tổ chức kỉ niệm lần thứ 90 của nhà xuất bản manga Nhật Bản Shogakukan, nơi có nhiều hoạt xuất bản có liên quan đến Pokémon. Phim được phát sóng lần đầu trong tiếng Anh trên Cartoon Network ở Hoa Kỳ vào ngày 8 tháng 12 năm 2012.Phiên bản DVD của bộ phim được phát hành ở Hoa Kỳ vào ngày 2 tháng 4 năm 2013 bởi Viz Media và ở Anh vào ngày 30 tháng 9 năm 2013 bởi Universal. Tại Việt Nam phim được Công Ty Trách Nhiệm Hữu Hạn Truyền Thông Purpose (HTV3 - DreamsTV) mua bản quyền lồng tiếng và phát sóng vào ngày 19/8/2018.

## Nội dung
Keldeo đang cố gắng tập luyện để trở thành một Thánh Kiếm Sĩ như Cobalion, Terrakion, và Virizion. Nhưng khi nó quyết định thách đấu Kyurem để chứng tỏ sứuc mạnh, nó đã bị trọng thương. Sau khi gặp nhóm Satoshi đang trên đường tới thành phố Roshan, Keldeo kéo chúng vào nỗ lực tuyệt vọng thoát khỏi Kyurem đang phẫn nộ và đám Freegeo. Sau khi bị Kyurem theo đuổi không ngừng tới một thành phố lớn, và cuối cùng vào một hang mỏ bỏ hoang, nơi Keldeo gọi là nhà. Tại đây nó đã tìm ra được sức mạnh từ bên trong. Liệu Keldeo có đánh bại được Kyurem để được chứng nhận là một Thánh Kiếm Sĩ không?

## Phân vai
| Nhân vật         | Diễn viên lồng tiếng | Diễn viên lồng tiếng |
| Nhân vật         | Nhật Bản             | Việt Nam             |
| ---------------- | -------------------- | -------------------- |
| Satoshi/Ash      | Rica Matsumoto       | Hoàng Khuyết         |
| Pikachu          | Ikue Ōtani           | Ikue Ōtani           |
| Iris             | Aoi Yūki             | Ngọc Quyên           |
| Dent/Cilan       | Mamoru Miyano        | Quang Tuyên          |
|                  |                      |                      |
| Người dẫn chuyện | Unshō Ishizuka       | Trí Luân             |
| Kibago           | Tsuda Minami         | Kim Ngọc             |
| Mijumaru         | Fukuen Misato        | Quang Tuyên          |
| Yanappu          | Fujimura Chika       | Hạnh Phúc            |
| Terrakion        | Yasumoto Hiroki      | Trần Vũ              |
| Kyurem           | Takahashi Katsumi    | Chơn Nhơn            |
| Doryuru          | Furushima Kiyotaka   | Chánh Tín            |
| Koromori         | Furushima Kiyotaka   | Tấn Phong            |
| Cobalion         | Yamadera Kouichi     | Minh Vũ              |
| Tsutarja         | Hayashibara Megumi   | Thiện Trung          |
| Deathmas         | Kanai Mika           | Thu Huyền            |
| Marin            | Rola                 | Tuyết Nhung          |
| Ishizumai        | Miki Shinichiro      | Linh Phương          |
| Keldeo           | Nakagawa Shoko       | Hoài Thương          |
| Virizion         | Honda Takako         | Thu Hiền             |
| Pokabu           | Mizuta Wasabi        | Thanh Lộc            |
| Elder            | Mizuta Wasabi        | Thúy Hằng            |
| Y tá Joy         | Fujimura Chika       | Kim Anh              |
| Hatoboh          | Nishimura Chinami    | Thùy Tiên            |